# Oberauerbach
Oberauerbach is een plaats in de Duitse gemeente Zweibrücken, deelstaat Rijnland-Palts, en telt 1393 inwoners (2005).
Bubenhausen · Ernstweiler · Ixheim · Mittelbach-Hengstbach · Mörsbach · Niederauerbach · Oberauerbach · Rimschweiler · Wattweiler